# Benjamin Sulimani
Benjamin Sulimani (* 26. September 1988 in Wels) ist ein österreichischer Fußballspieler albanischer Herkunft auf der Position eines Stürmers.

## Karriere

### Verein
Sulimani, dessen Bruder Emin u. a. in Linz und beim FK Austria Wien spielte, begann seine Karriere bei der WSC Hertha Wels, von wo er 2001 in die Jugendmannschaft der SV Ried kam. Nach fünf Jahren im Innviertel wechselte er 2006 für ein halbes Jahr nach Deutschland in die Jugendabteilung des Zweitligisten SpVgg Greuther Fürth. 
Nach vier Monaten in der Fürther U-19 kam er zum damaligen österreichischen Zweitligisten Kapfenberger SV, wo er sieben Einsätze und ein Tor verbuchen konnte. In der folgenden Saison spielte er im Burgenland beim SC-ESV Parndorf 1919, konnte jedoch den Abstieg von Parndorf nicht verhindern und verließ den Verein in Richtung Vorarlberg zum SC Austria Lustenau. Dort war Sulimani ein halbes Jahr aktiv und wechselte daraufhin zum FK Austria Wien. Dort kam er fast ausnahmslos in der Ersten Liga in der zweiten Mannschaft zum Einsatz. Am 26. April 2009 gab er unter Trainer Karl Daxbacher im Wiener Derby gegen den SK Rapid Wien sein Debüt in der Österreichischen Bundesliga. Der Stürmer wurde in der 87. Spielminute für Mario Bazina eingewechselt, als Rapid bereits mit dem späteren Endstand 3:2 in Führung lag.
Im Sommer 2010 wechselte Benjamin Sulimani zum FC Admira Wacker Mödling in die zweitklassige Erste Liga. In seiner ersten Saison bei der Admira konnte der Stürmer 19 Tore in 34 Spielen erzielen, wurde Torschützenkönig und feierte mit den Südstädtern den Aufstieg in die Bundesliga.
Nachdem sein Vertrag beim FC Admira Wacker Mödling im Sommer 2013 nicht verlängert worden war, wechselte Benjamin Sulimani in die norwegische Tippeligaen zu Viking Stavanger, kehrte aber mit Jahresbeginn 2014 zur Admira zurück.
Nach eineinhalb Jahren bei der Admira wurde Sulimanis Vertrag nicht mehr verlängert, weshalb er im Juni 2015 ablösefrei zum SV Grödig wechselte.
Nachdem sich Grödig aus dem Profifußball zurückgezogen hatte, wechselte er im Sommer 2016 zum Zweitligisten SV Horn, wo er einen bis Juni 2017 gültigen Vertrag erhielt.
Nach dem Abstieg aus der zweiten Liga verließ er Horn im Sommer 2017. Im Jänner 2018 wechselte er zum viertklassigen SV Stripfing. Mit Stripfing stieg er am Ende der Saison 2018/19 in die Regionalliga auf. In dreieinhalb Jahren in Stripfing kam er zu 49 Regional- und Landesligaeinsätzen, in denen er 31 Tore erzielte. Zur Saison 2021/22 schloss er sich dem fünftklassigen SC Korneuburg an.

### Nationalmannschaft
International spielte Benjamin Sulimani bisher vier Mal für die U-20-Auswahl der österreichischen Nationalmannschaft. 2009 stand er im Kader der österreichischen U-21-Fußballnationalmannschaft, für die er in einem einzigen Spiel zum Einsatz kam und dabei ein Tor erzielte.

## Erfolge
- 1× Meister Erste Liga: 2011